# 道顕
道顕（どうけん、生没年不詳）は、飛鳥時代の僧侶。高句麗からの渡来人。

## 経歴
倭国へやってきた年代・事情や経緯などは分かっていない。
『日本書紀』巻第二十七によると、天智天皇元年（662年）4月に、鼠が馬の尾の上で出産するという事件が起きた。道顕はこれを占い、
と言ったという。これは子（ね＝北）が午（うま＝南）に属したという意味で、高麗（こま＝高句麗）が滅亡して日本を頼るという解釈であるらしい。
その前年、斉明天皇7年12月にも、以下のようなことを述べている。
『書紀』の史料の一つに、彼の著したとされる『日本世記』があり、斉明天皇6年7月条・同7年4月条・同11月条、天智天皇8年10月条に引用されており、上記の史料や、『藤氏家伝』の本文にも逸文が用いられていると言われている。その記述には讖緯説の影響が見られ、当時の日本の対外関係などを詳述しており、百済の滅亡の事情や藤原鎌足の薨去の様子なども記されている。